# Bányai evangélikus egyházkerület
A Bányai evangélikus egyházkerület, eredetileg még a zsolnai zsinat alakította a nógrádi, túróci, zólyomi és a két honti egyházmegyék szlovák egyházaiból, melyek akkor mintegy 160-an voltak. Nemsokára beléolvadt az ugyanazon területen fekvő német egyházközségekből hasonlóképpen a zsolnai zsinaton alkotott inspectorság is, mégpedig mindjárt első inspectorának, Lentz Pál magister selmecbányai lelkésznek a halála után, de a hétbányavárosi egyházmegye kivételével, mely csak 1704-ben rendelte magát alá a kerületnek, önálló léte egyidejű megszűnésével.

## Története
1672–1704-ben és 1710–1734-ben az üldözések miatt jóformán kormányzás nélkül tengődött a kerület, melyhez a rózsahegyi zsinat a Bars és Pest-Pilis vármegyék területén fekvő ev. egyházközségeket is hozzácsatolta, ellenben a kishontiakat elvette tőle. Ezek szerint ekkor szintén öt egyházmegyéből állott, amennyiben a Pest megyeiek a nógrádi egyházmegyének képezték részét egy ideig. A második Carolina Resolutio alapján aztán 1735-ben újból rendeztetvén a kerületek, ez elvesztette a túróci egyházmegyét, de a Tiszántúl és Dél-Magyarországon fekvő egyházak szaporodása következtében ekkor mégis öt egyházmegyéje maradt, mindezek a Pest vármegyeiekkel együtt már ekkor a pest-békésit képezvén. A békésinek és a bácsinak a megalakulása a század végére hétre emelte egyházmegyéi számát. Majd a budapestinek a Pest vármegyeiből kiválásával s a békésinek és a bánátinak szétválásával kilenc egyházmegyéje lett, melyeknek területén 1735-ben 70, 1791-ben 137, 1895 előtt 219 anyaegyházat számláltak 231 lelkésszel. 1895-ben az egyházkerületek új beosztásával visszakapta a túróci egyházmegyét, ellenben elcsatolták tőle a barsit, nagyhontit és nógrádit. Az így előállott számbeli veszteséget mindjárt 1896-ban helyrepótolta a békési egyházmegyének háromra való osztása, sőt 1900-ban a bács-szeréminek kétfelé osztása tízre szaporította egyházmegyéi számát, mígnem az első világháború utáni új határok következtében a horvát-szlavón, bánáti, túróci és zólyomi egyházmegyéket egészükben a bácsit majdnem egészen, az arad-békésinek és csanád-csongrádinak pedig egy részét elveszítette. Ezután a Pest vármegyeinek háromfelé szakítása (1923.) folytán hét egyházmegye tartozott hozzá, de neve teljesen illuzórikussá vált. 1952-ben régi alakjában megszűnt.
Kebelében a következő helyeken gimnáziumok voltak: Budapest (2), Aszód. Békéscsaba, Szarvas, Orosháza. Összes egyházai száma: 1903-ban 164, 1936-ban 87, 1943-ban 212.

## Püspökei
| Név                 | Szolgálati idő   | Megjegyzés                           |
| ------------------- | ---------------- | ------------------------------------ |
| Melik Sámuel        | 1610–1620        | breznóbányai lelkész                 |
| Rohács Menyhért     | 1621–1622        | breznóbányai lelkész                 |
| Sextius Péter       | 1623–1633        | garamdobói, breznóbányai lelkész     |
| Láni Gergely        | 1635–1651        | zólyomi, breznóbányai lelkész        |
| Spetkius Márton     | 1652–1655        | bozóki lelkész                       |
| Lápi Dávid          | 1656–1669        | breznóbányai lelkész                 |
| Zabojnik György     | 1669–1672        | bozóki lelkész                       |
| Üresedés            | 1672–1704        |                                      |
| Pilarik István      | 1704–1710        | selmecbányai német lelkész           |
| Üresedés            | 1710–1734        |                                      |
| Michaelides Sámuel  | 1734–1740        | besztercebányai szlovák lelkész      |
| Pilarik Jeremiás    | 1741–1743        | dacsolami lelkész                    |
| Hruskovics Sámuel   | 1743 (1744)–1748 | besztercebányai német lelkész        |
| Glosius Dániel      | 1754–1755        | sziráki lelkész                      |
| Frideli András      | 1757–1766        | garamszegi lelkész                   |
| Pohl Mihály         | 1767–1778        | acsai lelkész                        |
| Csernyánszky Sámuel | 1778–1785        | selmecbányai német lelkész           |
| Szinovicz Mihály    | 1785–1796        | besztercebányai szlovák lelkész      |
| Hamaliar Márton     | 1796–1806        | selmecbányai német, szarvasi lelkész |
| Lyci Kristóf        | 1807–1814        | besztercebányai szlovák lelkész      |
| Lovich Ádám         | 1815–1831        | besztercebányai német lelkész        |
| Szeberényi János    | 1834–1850        | selmecbányai szlovák lelkész         |
| Székács József      | 1860–1872        | pesti magyar lelkész                 |
| Szeberényi Gusztáv  | 1873–1890        | békéscsabai lelkész                  |
| Sárkány Sámuel      | 1890–1905        | pilisi lelkész                       |
| Bachát Dániel       | 1905–1906        | budapesti szlovák lelkész            |
| Scholtz Gusztáv     | 1906–1918        | budai lelkész                        |
| Raffay Sándor       | 1918–1945        | pesti magyar lelkész                 |
| Ordass Lajos        | 1945–1950        | budapesti lelkész                    |
| Dezséry László      | 1950–1952        | budapesti lelkész                    |

## Felügyelői
| - Radvánszky János 1735–1738, - Radvánszky György 1738–1760, - br. Podmaniczky János 1760–1778, - br. Hellenbach György 1778–1785, - Radvánszky János 1785–1808, - Kubinyi András 1808–1815, | - Baloghy Lajos 1817–1819, - Radvánszky Antal 1819–1837, - br. Prónay Albert 1837–1860, - Dessewffy Ottó 1860–1867, - br. Podmaniczky Frigyes 1867–1873, - br. Radvánszky Antal 1873–1879, | - Fabiny Teofil 1880–1898, - Zsilinszky Mihály 1898–1911, - Zsigmondy Jenő 1912–1928, - Pesthy Pál 1929–1949, - Darvas József 1950–1952. |